# Repatriëring (museologie)

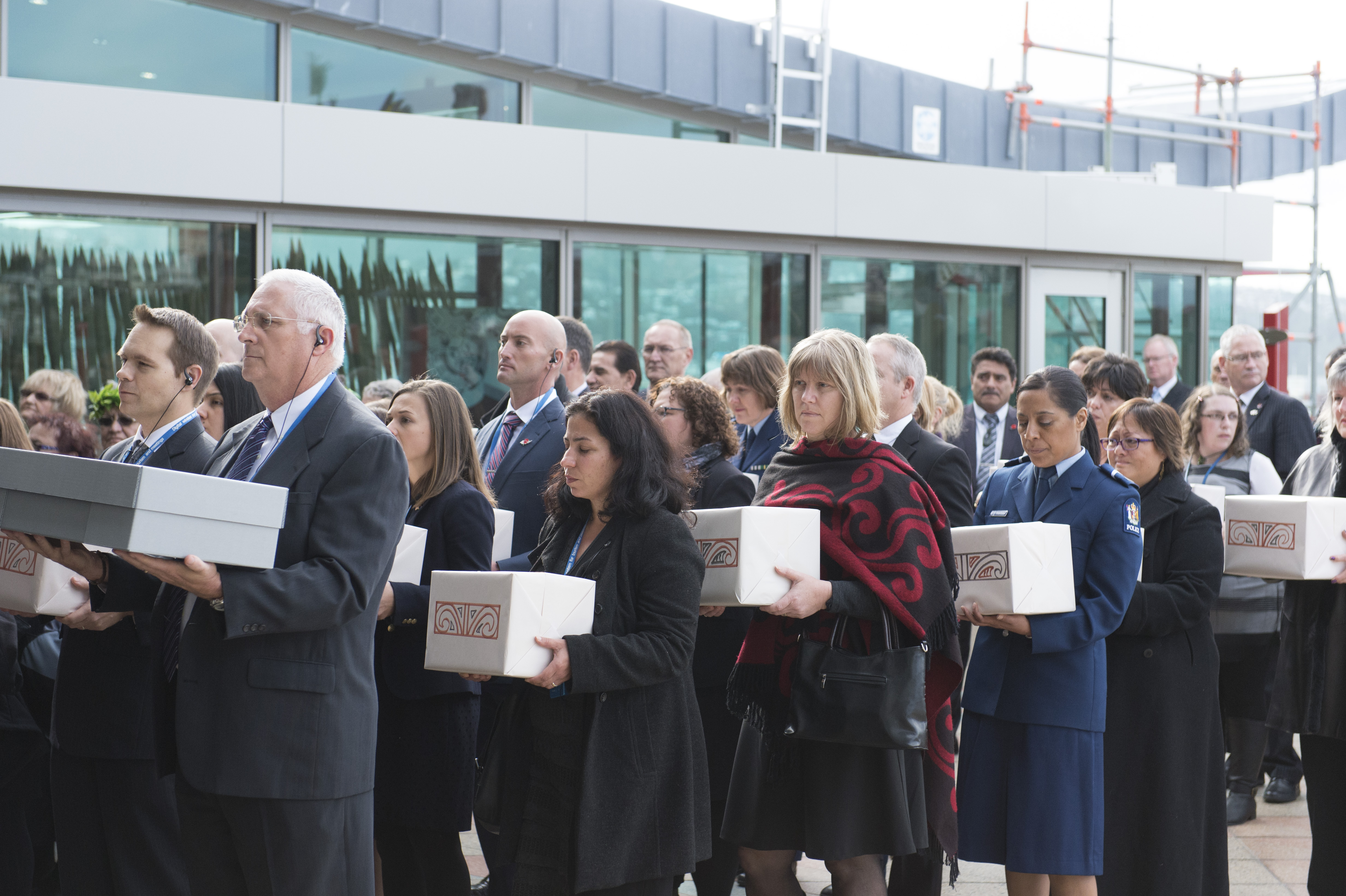
Repatriëring van Maorivoorouders van de VS naar Nieuw-Zeeland (2016)

De term repatriëring (Engels: repatriation) wordt binnen de museologie gebruikt in discussies over het retourneren van menselijke resten in het algemeen en het retourneren van voorouderlijke resten en culturele objecten uit een koloniale context aan inheemse volkeren in het bijzonder.
De term wordt afwisselend gebruikt met termen als teruggave en restitutie. De drie termen hebben echter allemaal een specifieke connotatie. Repatriëring en teruggave zijn ethische concepten die tot de soft law worden gerekend, terwijl restitutie een juridisch concept is. Een uitzondering zijn de Verenigde Staten. Hier is repatriëring gedefinieerd in ‘hard law’. In 1989 werd daar de National Museum of the American Indian Act (NMAIA) aangenomen en in 1990 de Native American Graves Protection and Repatriation Act (NAGPRA). De wetten en ook de term repatriëring vloeiden voort uit debatten die in de jaren tachtig en negentig in de VS, maar ook in de andere zogenaamde 'settler colonial nation states' Australië, Nieuw-Zeeland en Canada werden gevoerd over het retourneren van objecten en voorouderlijke resten uit een koloniale context.
Bij repatriëring kan de repatriërende partij een land of instituut (bijv. een museum of universiteit) zijn en de ontvangende partij een land of een etnische groep.

## Terminologie
In het publiek debat over de omgang met stoffelijke resten van voorouders spelen terminologie en taalgebruik een belangrijke rol. Inheemse volkeren werden lange tijd als primitief gezien. Hun menselijkheid werd ontkend. Als gevolg hiervan werden hun stoffelijke resten als objecten beschouwd. Inmiddels zijn er binnen de museumwereld onder invloed van inheemse volkeren eerste stappen richting rehumanisering gezet om de individuen achter de voorouderlijke resten zichtbaar te maken. Dit wordt ook weerspiegeld in de terminologie. Binnen de Engelse context wordt de term human remains bijvoorbeeld toenemend vervangen door de begrippen ancestral remains (voorouderlijke resten) en ancestors (voorouders).
’These are not remains; they are far more than that. For us, the bones are alive, and they are still very much a part of our community. (…) We still have that sense of belonging, and this is still one of our valued ancestors.’
Ook in Duitsland wordt het equivalente begrip menschliche Überreste toenemend kritisch gezien. Progressieve instituten zoals de volkenkundige musea in de Duitse deelstaat Saksen geven inmiddels ook de voorkeur aan begrippen als Vorfahren (voorouders) en Menschen (mensen). In Nederland zijn de begrippen menselijke resten en voorouderlijke resten gangbaar.

## Menselijke resten vs. culturele objecten

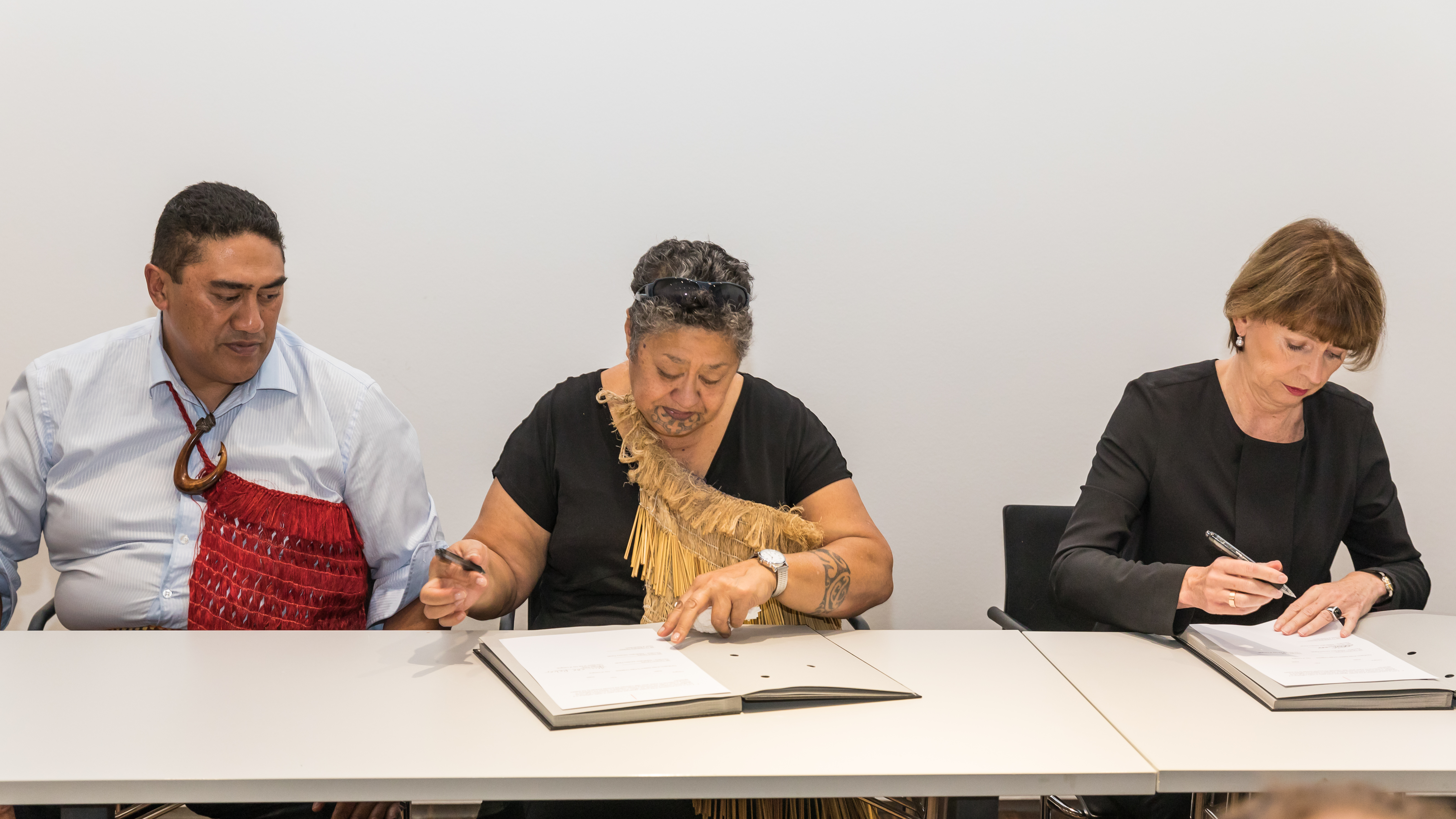
Maori-oudste Hema Temara en de Keulse burgemeester Henriette Reker ondertekenen documenten voor de repatriëring van een toi moko (2018)

Bij de repatriëring van menselijke resten kan het gaan om gemummificeerde of gebalsemde lichamen of lichaamsdelen, complete skeletten, losse beenderen, schedels, huid, haar, tanden en organen. Een voorbeeld van gerepatrieerde voorouderlijke resten uit een koloniale context zijn twee getatoeëerde Maorihoofden (toi moko) die in 2018 en 2023 door het Rautenstrauch-Joest-Museum in Keulen resp. het Museum Wiesbaden in Wiesbaden werden teruggegeven. Beide toi moko werden in Duitsland aan een delegatie van Maori overhandigd en terug naar Nieuw-Zeeland gebracht.
Bij de repatriëring van culturele objecten aan inheemse volkeren gaat het hoofdzakelijk om ceremoniële, heilige of geheime objecten (Engels: ceremonial, sacred or secret objects). Deze maken onderdeel uit van de identiteit, spiritualiteit en taal van deze volkeren en van de wetten en traditionele kennis van het land (Engels: law and lore of the land). Al deze aspecten zijn verenigd in het ethisch concept van country, dat niets met eigendom te maken heeft, maar de diepe relatie van inheemse volkeren met het land uitdrukt en de hierdoor gevoelde plicht om ervoor te zorgen. Repatriëring omvat voor inheemse volkeren daarom meer dan alleen de fysieke teruggave. Zij beschouwen repatriëring als return to country en het herstellen van relaties die door het verwijderen van de objecten werden verbroken.

## Historische context
Door de expansiedrift van voormalige Europese mogendheden, zoals Spanje, Engeland en de Republiek der Zeven Verenigde Nederlanden, en de latere kolonisatie van gebieden over de hele wereld kwamen Europeanen voor het eerst in aanraking met inheemse volkeren en hun culturen. Deze werden als exotisch en primitief beschouwd, wat ze interessant maakte voor de wetenschap, de museumwereld en de amusementswereld.

### Wetenschap en pseudowetenschap

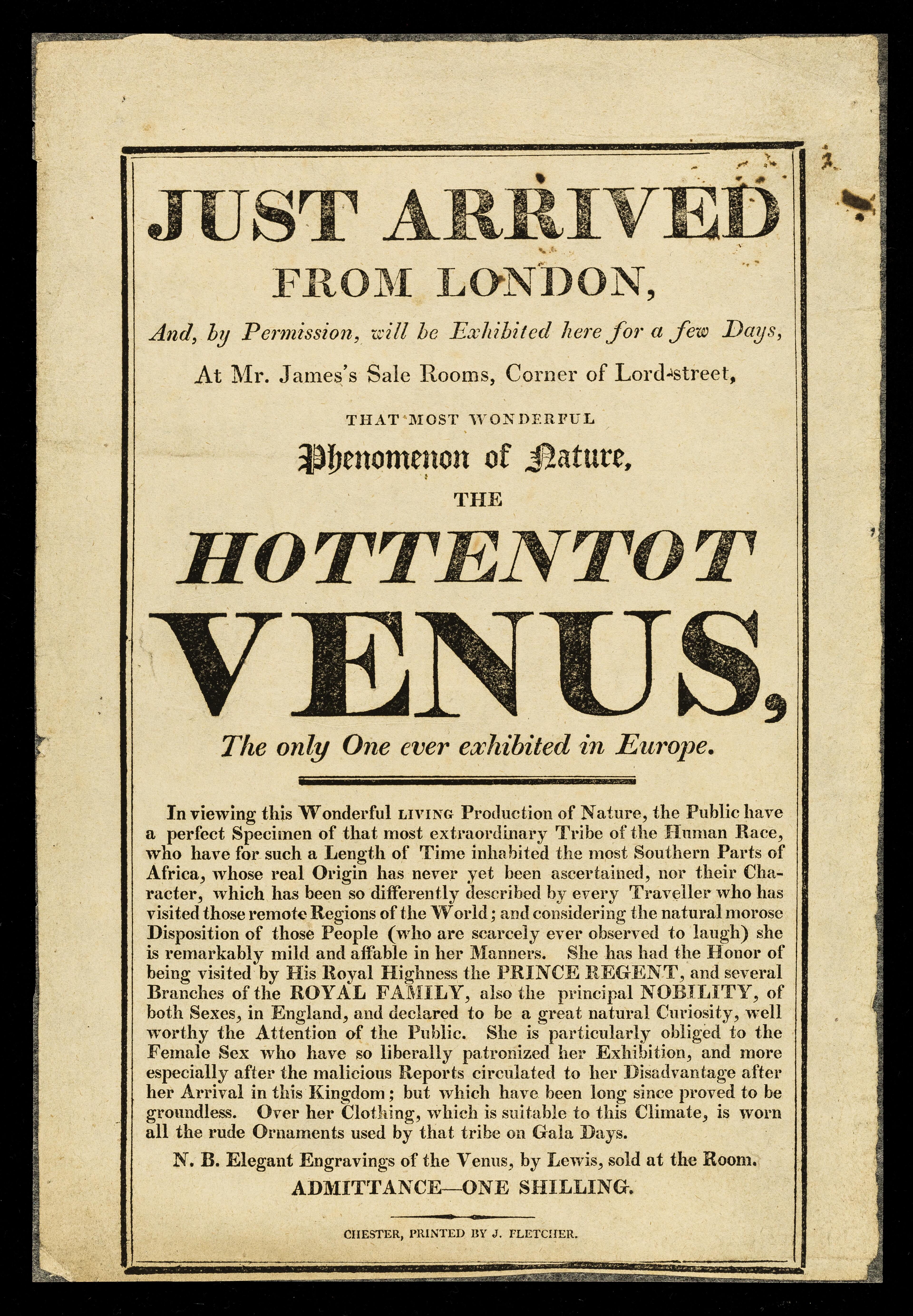
Reclame voor de tentoonstelling van Saartjie Baartman

Tijdens het koloniale tijdperk groeide de belangstelling van wetenschappers voor de fysieke en culturele aspecten van de mens. Dit leidde in de 19e eeuw tot de geboorte van de antropologie. Binnen deze tak van wetenschap ontstond het idee dat volkeren zich in verschillende stadia van ontwikkeling bevonden. Aanhangers van deze opvatting werden evolutionisten genoemd. Op basis van evolutionistische theorieën werden rassentheorieën ontwikkeld die als rechtvaardiging voor koloniale projecten werden gebruikt. Vooral artsen en antropologen uit het Groot-Brittannië, Duitsland en de Verenigde Staten begonnen ter onderbouwing van hun theorieën voorouderlijke resten uit de koloniën te verzamelen en te bestuderen. Enkelen van hen bouwden enorme collecties op. Zo bezat de Duitse arts en antropoloog Felix von Luschan aan het begin van de 20e eeuw ongeveer 6300 schedels. 
De Anatomy Human Remains Collection van de Universiteit van Edinburgh bestaat nog steeds uit duizenden menselijke resten uit ten minste 90 landen.
De collecties boden valide antropologische inzichten, maar vormden ook de basis voor het ontstaan van pseudowetenschappen, zoals de frenologie.

### Museumwereld
De toenemende kennis over mens en natuur leidde tot een ware verzamelwoede onder wetenschappers. In eerste instantie betrof het vooral planten en dieren, maar aan het einde van de 19e eeuw kwamen daar ook culturele objecten en menselijke resten uit de koloniën bij. Overal in Europa ontstonden natuurhistorische en volkenkundige musea waar de verzamelingen werden getoond aan een breed publiek. In 1838 werd bijvoorbeeld het Museum Volkenkunde in Leiden geopend en in 1881 het Natural History Museum in Londen. Veel collecties werden in universiteitsmusea ondergebracht. Het Pitt Rivers Museum van de Universiteit van Oxford beschikt bijvoorbeeld over ruim 500.000 objecten en voorouderlijke resten uit de hele wereld.

### Amusementswereld
Van het begin van de 19e eeuw tot de eerste helft van de 20e eeuw vonden er overal in Europa etnologische tentoonstellingen plaats. In Duitsland waren de Völkerschauen van Carl Hagenbeck een begrip en ook in Engeland waren human zoos immens populair. In 1810 brachten twee mannen bijvoorbeeld de Khoisanvrouw Saartjie Baartman uit de Oost-Kaap onder valse voorwendselen naar Engeland, waar zij haar onder mensonterende omstandigheden tentoonstelden. De toeloop was enorm. In Delft vond in 1885 ter lering en vermaak een ‘voorstelling van de Australische Kanibalen’ plaats die onderdeel uitmaakte van een Europese tournee georganiseerd door de Canadese showman Robert A. Cunningham. De stoffelijke resten van Saartjie Baartman en de Biyaygirri-man Bob, een lid van Cunninghams groep, kwamen in Europese musea terecht en werden pas in 2002 respectievelijk 2019 gerepatrieerd.

## Verzamelaars en handelaars

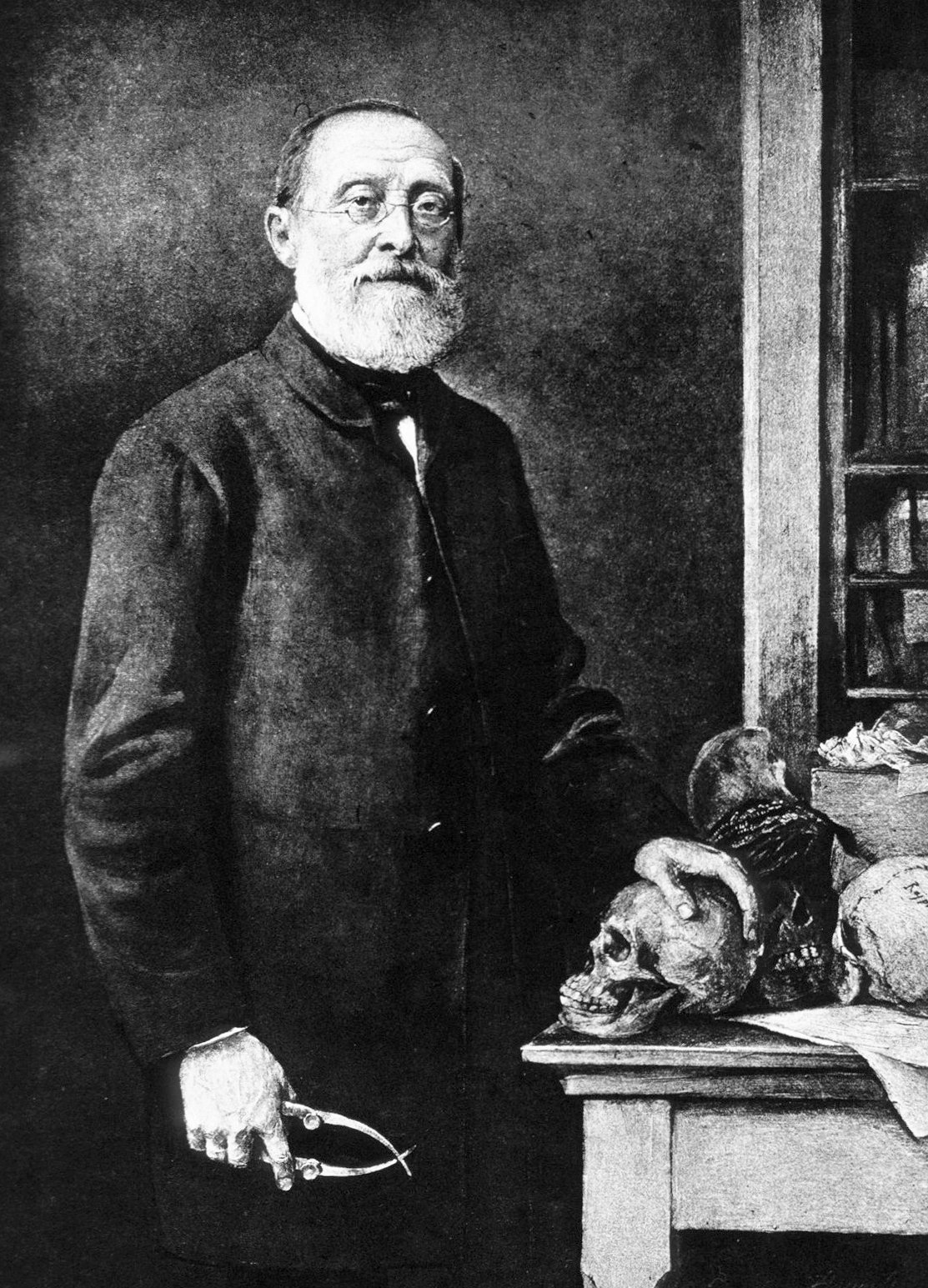
Rudolf Virchow

Wetenschappers, particulieren en musea waren de belangrijkste verzamelaars van culturele objecten en menselijke resten. In Duitsland stonden de antropologen Rudolf Virchow en Felix von Luschan bekend om hun enorme collecties schedels en beenderen, in Frankrijk de antropoloog Paul Topinard. In Schotland bracht de anatoom William Turner grote hoeveelheden voorouderlijke resten bij elkaar gedurende zijn tijd als professor aan de Universiteit van Edinburgh. Een bekende particuliere verzamelaar was de Duitse groothandelaar Johan Cesar Godeffroy. Hij had een eigen collectie culturele objecten die hij in een privémuseum onderbracht. Zijn bedrijf handelde o.a. in koffie en wijn en beschikte over eigen schepen die vanuit de haven van Hamburg de hele wereld over zeilden en onderweg objecten voor hem meebrachten. Godeffroy verkocht ook schedels aan wetenschappelijke instituten en musea. Een deel van zijn collectie is tegenwoordig in het bezit van het Museum Volkenkunde in Leiden.
Leveranciers van de verzamelaars waren onder andere kolonisten, koloniale ambtenaren en militairen, leden van expedities en missionarissen. Veel culturele objecten werden niet eerlijk verkregen en het verzamelen van voorouderlijke resten gebeurde nagenoeg altijd op onrechtmatige en onethische wijze. Ze werden uit graven geroofd door zogenaamde bone collectors of uit lijkenhuizen ontvreemd door Europese artsen en wetenschappers ter plaatse en daarna verkocht of geschonken aan musea, instituten en particuliere verzamelaars. De Universiteit van Edinburgh beschikte bijvoorbeeld over een grote hoeveelheid menselijke resten die bijna volledig werd aangeleverd door de naar Zuid-Australië geëmigreerde Schotse arts William Ramsay Smith die ze meenam uit het mortuarium van het ziekenhuis waar hij werkte.
Enkele wetenschappers verzamelden tijdens wetenschappelijke expedities ook zelf menselijke resten. De invloedrijke Britse cultureel antropoloog Alfred Cort Haddon bezocht in de jaren tachtig en negentig van de 19e eeuw bijvoorbeeld de Straat Torreseilanden en bracht een grote hoeveelheid schedels mee die deels in de collectie van Glasgow Museums terechtkwamen. De handel in culturele objecten en voorouderlijke resten was zeer lucratief en daardoor voor veel Europeanen overzee een aantrekkelijke manier om geld te verdienen.

## Repatriëringsdebat
De oorsprong van het huidige repatriëringsdebat ligt ver terug. Al in de 19e eeuw deden inheemse volkeren eerste pogingen om verwijderde objecten en voorouderlijke resten terug te halen. In de Verenigde Staten vroegen de Onondaga in de huidige staat New York in 1897 vier gordels terug en de Hidatsa in North Dakota in 1930 een heilig altaar. In 1830 vroeg een Maori-opperhoofd van de Bay of Islands 14 toi moko’s terug die een Schotse schipper had verworven. Het opperhoofd reisde persoonlijke naar Sydney, waar de toenmalige gouverneur van New South Wales de import van toi moko’s verbood en bezitters maande deze terug te geven aan de nabestaanden. Ook de genoemde toi moko’s werden naar verluidt teruggegeven. De vroege pogingen om culturele objecten en voorouderlijke resten terug te halen, hadden slechts in een aantal gevallen succes en leidden niet tot een breder debat.

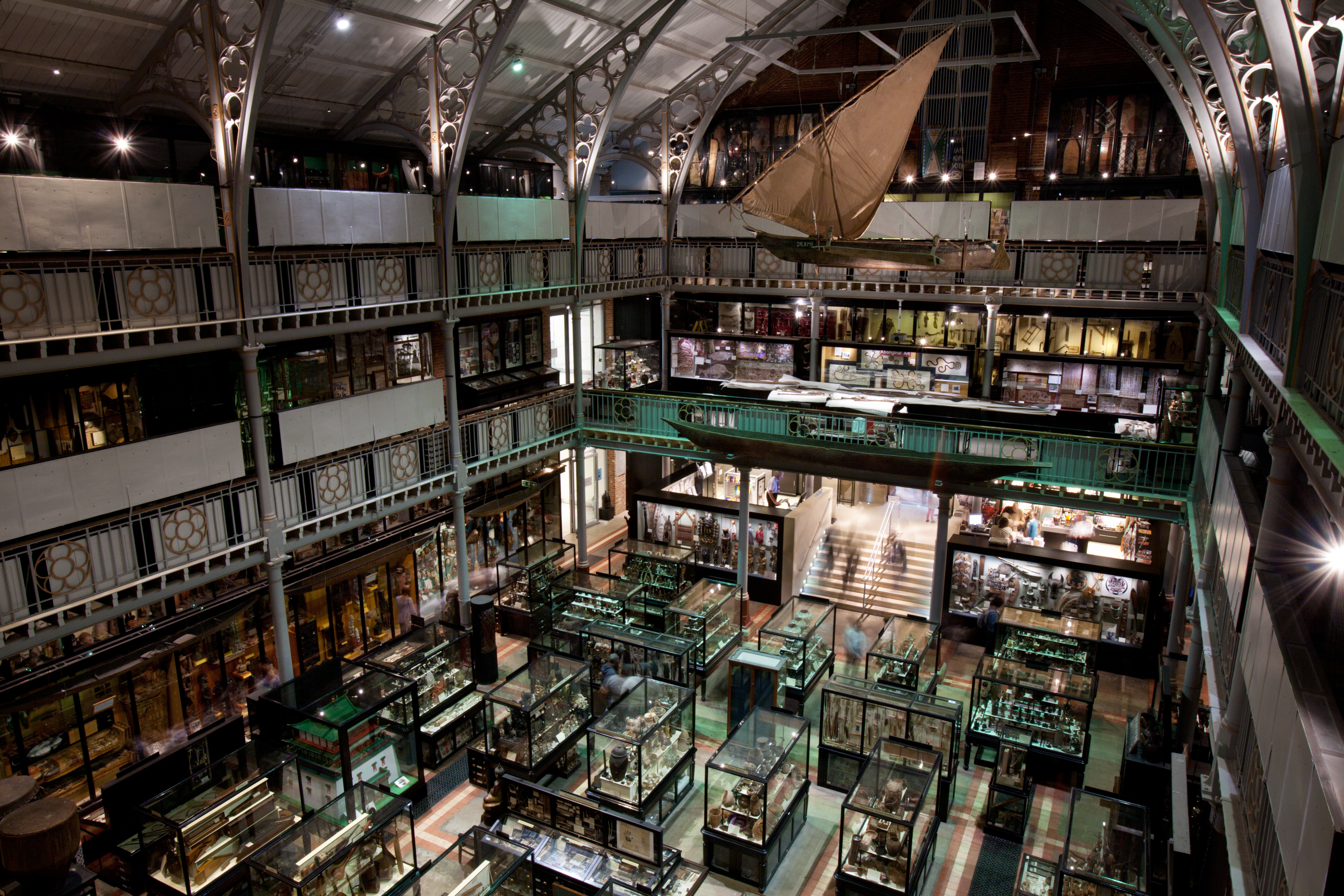
Pitt Rivers Museum in Oxford

In navolging van de dekolonisatiegolf na de Tweede Wereldoorlog werd op internationaal niveau gesproken over restitutie van cultureel erfgoed. Dit leidde weliswaar tot de UNESCO-conventie inzake illegale handel in culturele goederen (UNESCO-verdrag) van 1970, maar omdat het verdrag geen terugwerkende kracht had, was het niet van toepassing op objecten en menselijke resten uit een koloniale context. Überhaupt ging het verdrag alleen over culturele objecten.
Een eerste doorbraak op het gebied van repatriëring werd bereikt door de opkomst van het moderne activisme in met name de Verenigde Staten en Australië. Hier waren organisaties als American Indian Movement (AIM) en de Aboriginal-landrechtenbeweging erg actief met het terugvorderen van voorouderlijke resten. Zij werden hierbij al vroeg door de overheid gesteund. In de VS resulteerde dit in 1990 in de Native American Graves Protection and Repatriation Act (NAGPRA). Met deze wet werden door de overheid gefinancierde musea en instituten verplicht menselijke resten in hun collecties te inventariseren en actief mee te werken aan repatriëringsprocessen. In Australië zorgden musea in deze periode zelf voor een omslag in het denken over repatriëring. De politiek volgde in 2000 met een officiële verklaring en financiële ondersteuning.
De tweede doorbraak werd bereikt in het kader van het postkoloniaal debat dat in de jaren tien overal in Europa ontbrandde. Het repatriëringsdebat raakte hierdoor in een stroomversnelling. Musea en instituten werden onder publieke druk en door een toenemend aantal restitutie- en repatriëringsverzoeken gedwongen hun collecties kritisch onder de loep te nemen. De nadruk lag in eerste instantie vooral op de repatriëring van voorouders. In de museumwereld werden ethische aspecten belangrijker en het bezit van voorouderlijke resten voelde steeds ongemakkelijker. Het was daardoor eenvoudiger musea van repatriëring te overtuigen. Sommige wilden zelf graag van deze koloniale erfenis af. Inmiddels is repatriëring opgenomen in de Code of Ethics van de International Council of Museums (ICOM) en zijn steeds meer musea bereid menselijke resten terug te geven. Een aantal musea en wetenschappelijke instituten blijft zich echter verzetten. Niet altijd om wetenschappelijke redenen, maar uit angst dat daarna culturele objecten in hun collecties ter discussie worden gesteld. Daaronder bevinden zich vaak pronkstukken die grote publiekstrekkers zijn en die musea dus niet graag uit hun collecties zien verdwijnen.
Dat staten, instituten en musea tot voor kort nog een blinde vlek voor menselijke resten uit een koloniale context hadden, blijkt uit een aantal concrete voorbeelden. Zo werd in het Karl May Museum in het Duitse plaatsje Radebeul tot 2014 nog gewoon een scalp van een Amerikaanse indiaan tentoongesteld, terwijl het Pitt Rivers Museum in Oxford pas in 2020 een aantal gekrompen hoofden uit Ecuador uit zijn vitrines verwijderde.

## Juridisch kader

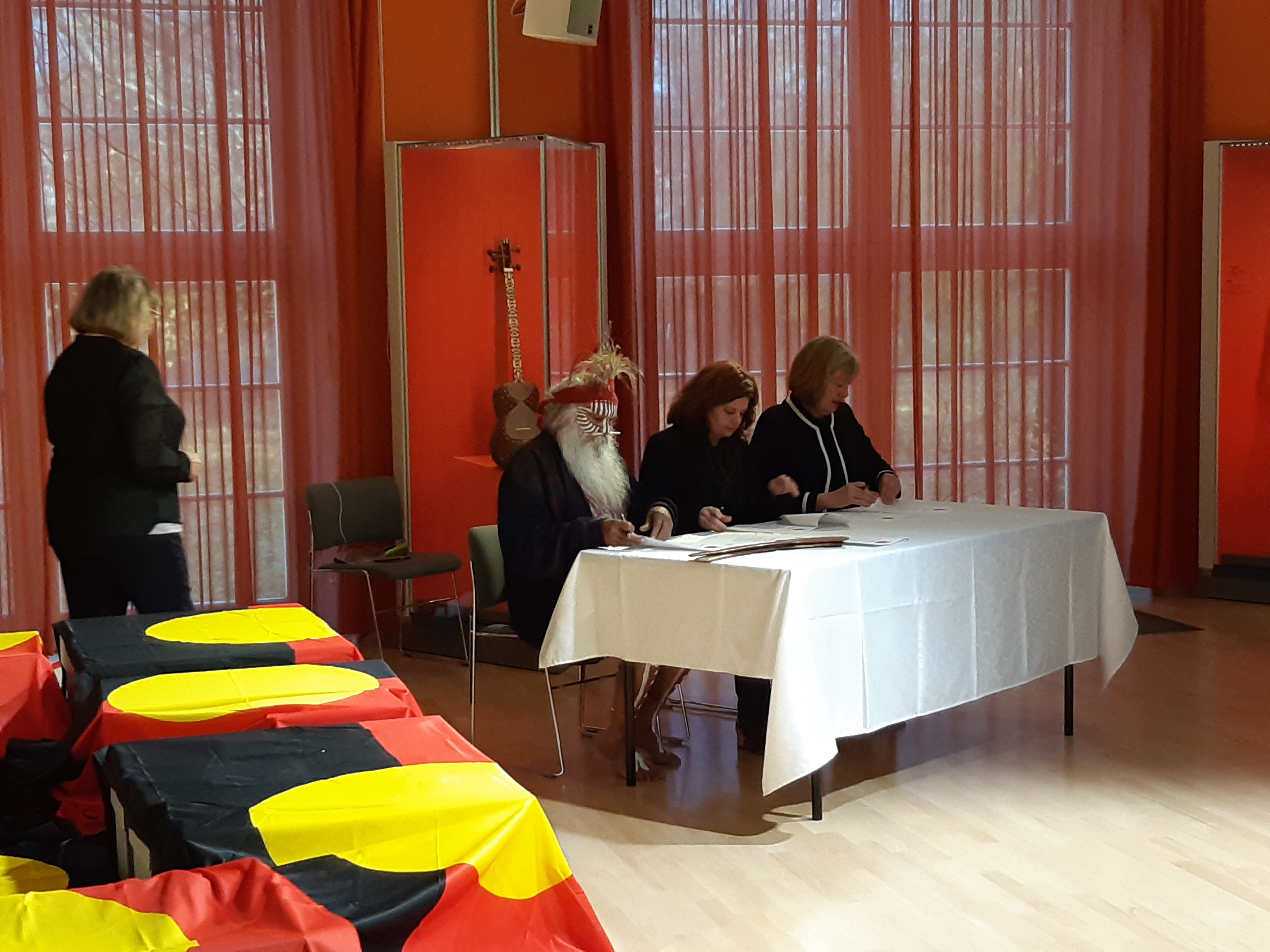
Ondertekening repatriërings-documenten Duitsland-Australië (Leipzig, 2019).

Op internationaal niveau geeft de Verklaring over de Rechten van Inheemse Volkeren van de Verenigde Naties inheemse volkeren ‘het recht hun religieuze en culturele locaties in stand te houden […]; het recht tot gebruik van en controle over hun ceremoniële objecten; en het recht hun menselijke overblijfselen te repatriëren’. De regelingen in deze VN-verklaring zijn in de meeste landen echter geen onderdeel geworden van het nationaal recht. In veel Europese landen behoren objecten en menselijke resten in musea en universiteiten tot het publiek domein en kunnen op grond van bestaande nationale wetgeving of door het ontbreken van speciale wetgeving niet zomaar worden teruggegeven. Nationale wetgeving over de omgang met stoffelijke overschotten en de rechten en plichten van nabestaanden heeft in de meeste landen uitsluitend betrekking op lichamen van mensen die recent zijn overleden. Ook interpreteren veel inheemse volkeren het begrip nabestaanden veel ruimer dan bijvoorbeeld in Europa gebruikelijk is. Nationale wetgeving is daardoor zelden van toepassing.

### Nederland
In 2019 vroeg de minister van Onderwijs, Cultuur en Wetenschap (OCW), Ingrid van Engelshoven, de Raad voor Cultuur een adviescommissie in te stellen inzake een nationaal beleidskader voor de omgang met koloniaal erfgoed. In oktober 2020 verscheen het adviesrapport Koloniale collecties en erkenning van onrecht. Daarin stelde de commissie dat de uitgangspunten en procedures in het advies ook van toepassing zijn op menselijke resten, maar dat de specifieke ethische kanten buiten het bestek vielen. In haar reactie op het rapport deelde de minister deze opvatting van de commissie. Zij gaf echter aan dat ze verzoeken voor de teruggave van menselijke resten ‘de hoogste prioriteit’ zal geven en ‘teruggave […] als uitgangspunt’ hanteert. Voor de restitutie/repatriëring van cultureel erfgoed uit een koloniale context is naar aanleiding van het Adviesrapport in 2022 de Commissie Koloniale Collecties ingesteld. Deze is verantwoordelijk voor een case-by-casebehandeling van restitutie- en repatriëringsverzoeken en geeft vervolgens advies aan de staatssecretaris Cultuur en Media.

### België
Sinds juli 2022 heeft België een wet voor de restitutie van culturele objecten uit een koloniale context, de Wet tot erkenning van de vervreemdbaarheid van de goederen die verband houden met het koloniale verleden van de Belgische Staat en tot vaststelling van een juridisch kader voor hun restitutie en teruggave. Deze wet is niet van toepassing op menselijke resten en regelt alleen de restitutie van objecten aan voormalige Belgische koloniën. Wel is in 2019 onder leiding van het Koninklijk Belgisch Instituut voor Natuurwetenschappen (KBIN) het zogenaamde HOME-project gestart dat menselijke resten in het bezit van musea en instituten moet inventariseren en tevens een wettelijk kader voor repatriëring moet onderzoeken.

### Duitsland
In Duitsland bestaat er geen speciale wetgeving voor de omgang met objecten en menselijke resten uit een koloniale context. Toch heeft het land in de afgelopen jaren aan diverse repatriëringen meegewerkt. Besluiten hieromtrent worden minder op grond van nationale wetgeving en meer binnen een politieke context getroffen. Wel hebben relevante ministers en overkoepelende organisaties in 2019 eerste uitgangspunten opgesteld voor de omgang met objecten uit een koloniale context. Hierin wordt het identificeren en retourneren van dergelijke objecten als ethisch-morele verplichting en politieke taak gedefinieerd. Verder heeft de Duitse Museumbond in 2021 de leidraad Umgang mit menschlichen Überresten in Museen und Sammlungen opgesteld die musea en instituten die voorouders willen repatriëren op weg helpt. De documenten zijn juridisch niet bindend.

### Frankrijk

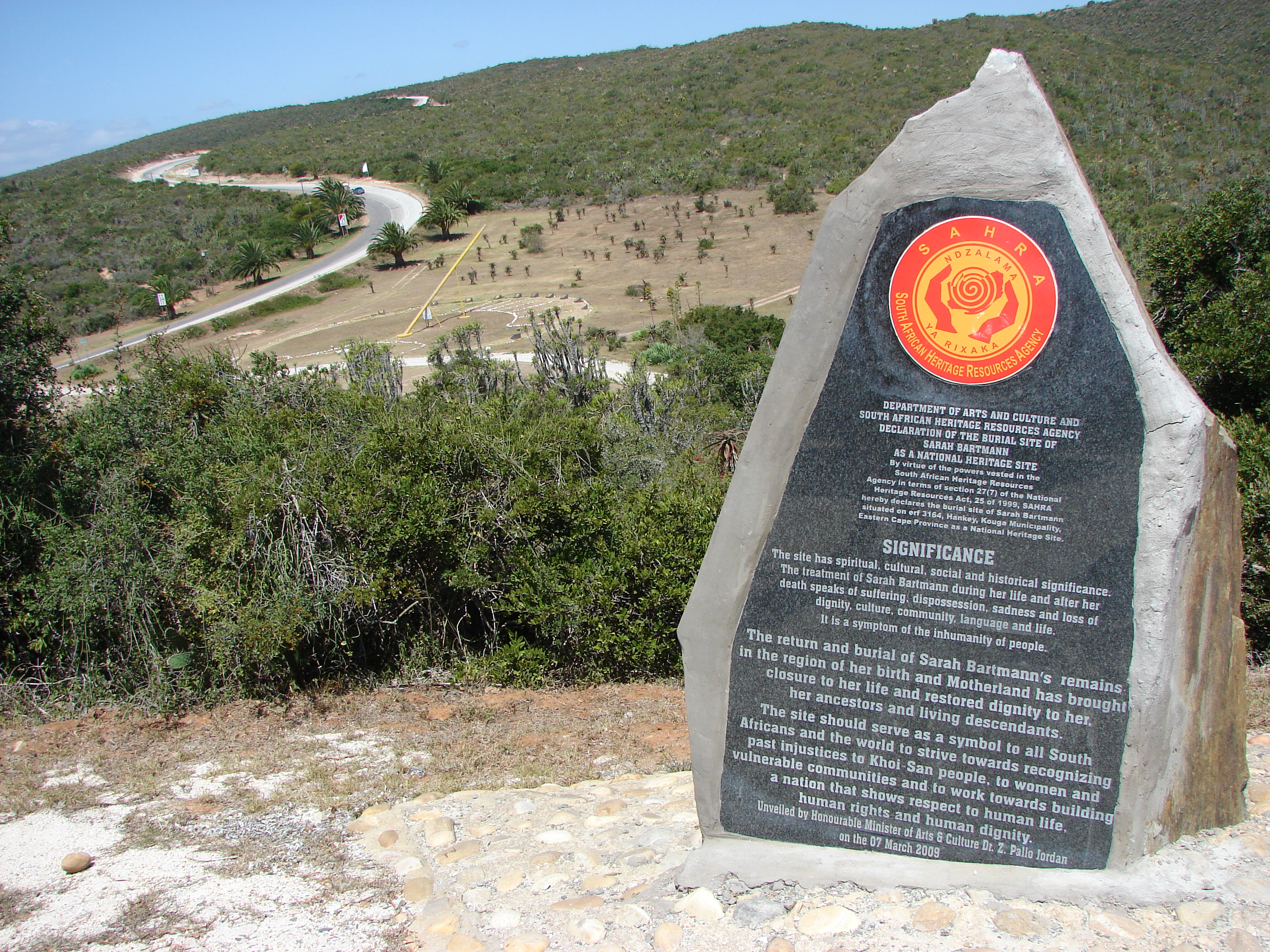
Begraafplaats Saartjie Baartman (Hankey, Zuid-Afrika

Frankrijk heeft geen algemeen beleid voor de omgang met objecten en menselijke resten uit een koloniale context. Het land volgt een case-by-case aanpak. Om repatriëringen van voorouders mogelijk te maken, zijn er in de loop der jaren verschillende wetswijzigingen doorgevoerd, zoals Loi n° 2002-323 du 6 mars 2002 relative à la restitution par la France de la dépouille mortelle de Saartjie Baartman à l’Afrique du Sud die de repatriëring van Saartjie Baartman regelde. Een algemeen beleid staat op de politieke agenda sinds de Franse president Emmanuel Macron de Senegalese econoom Felwine Sarr en de Franse kunsthistoricus Bénédicte Savoy in 2018 opdracht gaf een bericht te schrijven over de restitutie van Afrikaanse culturele objecten. Sinds de publicatie van het bericht is het echter stil.

### Italië
Van alle voormalige koloniale mogendheden loopt Italië het verst achter op het gebied van restitutie en repatriëring. Dit heeft er enerzijds mee te maken dat het land aan ‘koloniale amnesie’ lijdt, waardoor er nog nauwelijks een postkoloniaal debat op gang is gekomen. De Italiaanse koloniale episode was vrij kort. Bovendien raakte het land direct na de Tweede Wereldoorlog al zijn koloniën kwijt, waardoor het nooit werd geconfronteerd met onafhankelijkheidsbewegingen. Zodoende konden de koloniale misstanden uit het collectief geheugen worden gewist. Tegelijkertijd werd het partizanenverzet tegen het fascistische regime van Mussolini naar de voorgrond geschoven, waardoor een gevoel van morele verhevenheid de bovenhand kreeg. Anderzijds was Italië zelf met name tijdens de Napoleontische tijd en gedurende de Tweede Wereldoorlog zelf slachtoffer van kunstroof, waardoor het land al vroeg strikte wetgeving heeft geïntroduceerd die het voor musea, instituten en particulieren extreem moeilijk, zo niet onmogelijk maakt objecten en menselijke resten af te staan. Objecten en menselijke resten die in het bezit zijn van musea, galerieën en bibliotheken, en die op rechtmatige wijze zijn verkregen, zijn onvervreemdbare culturele goederen die deel uitmaken van het Italiaans erfgoed. Hoewel de meeste menselijke resten uit een koloniale context op onethische wijze werden verworven, hebben veel musea ze strikt wettelijk gezien op rechtmatige wijze verkregen, bijvoorbeeld in de vorm van een schenking of een legitieme aankoop, waardoor repatriëring niet ter discussie staat.

### Verenigd Koninkrijk
In het Verenigd Koninkrijk moet een onderscheid worden gemaakt tussen menselijke resten en objecten in nationale musea enerzijds en overige musea en instituten anderzijds. De collecties van nationale musea worden als erfenis van het Brits imperium nog steeds als onaantastbaar beschouwd. Ze worden beheerd door zogenoemde trustees die in veel gevallen niet openstaan voor repatriëring of de processen te complex vinden om er aan te beginnen. Speciaal voor het British Museum is er bovendien de British Museum Act van 1963 die dit specifieke museum verbiedt delen van zijn collecties af te staan. In 2005 werd zelfs een verzoek tot teruggave van naziroofkunst afgewezen. Overige musea en instituten hebben zich de afgelopen jaren wel open getoond. Zo besloot het Museum of Archaeology and Anthropology in Cambridge in 2023 vier speren die in 1770 door James Cook werden meegenomen naar Australië te repatriëren en repatrieerden diverse musea en universiteiten, waaronder het Pitt Rivers Museum in Oxford, de Universiteit van Edinburgh en het Natural History Museum in Londen menselijke resten van een groot aantal voorouders naar Australië. In 2021 publiceerde de Museums Association voor de museumbranche de leidraad Supporting Decolonisation in Museums.

## Repatriëringsproces

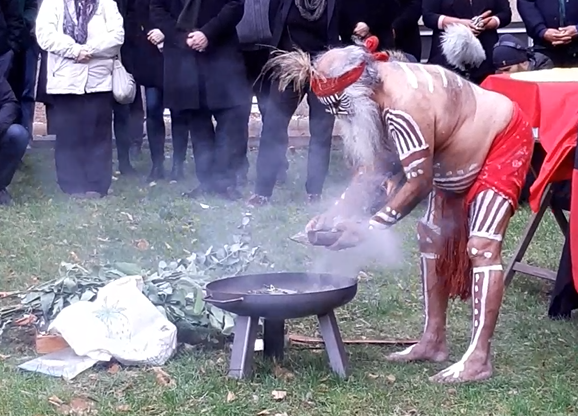
Rookceremonie voor de repatriëring van voorouders van het Volkenkundig Museum Leipzig naar Australië (2019)

Het repatriëringsproces begint in de meeste gevallen met een verzoek. Dat kan afkomstig zijn van nabestaanden, van een herkomstgemeenschap of van een land. In uitzonderlijke gevallen dienen bezitters zelf een verzoek in. Een nabestaande van de Duitse missionaris Alois Ziegenfuß deed dit bijvoorbeeld. Hij was in het bezit van een schedel uit Namibië, waar Alois rond 1900 was uitgezonden. De nabestaande nam contact op met de ambassade van Namibië en de schedel werd in 2018 gerepatrieerd.
In het ideale geval wordt een verzoek in behandeling genomen en toont de geadresseerde zich bereid tot repatriëring. Een essentiële stap is vervolgens het opbouwen van een netwerk van betrokkenen uit de herkomstlanden en specialisten. Zo kan culturele en wetenschappelijke kennis bij elkaar worden gebracht in het daaropvolgende herkomstonderzoek (provenance), waarbij wordt onderzocht hoe een object of menselijke resten werden verworven, door wie, wanneer en onder welke omstandigheden. In sommige gevallen kunnen menselijke resten met behulp van genetische methoden worden geïdentificeerd. Een ander belangrijk aspect van provenance bij menselijke resten is rehumanisering. Met behulp van gezichtsreconstructies of tentoonstellingen die het herkomstonderzoek belichten, kan bijvoorbeeld het verhaal achter een individu zichtbaar worden gemaakt. Dit draagt ertoe bij dat beenderen niet meer als objecten worden beschouwd en dat koloniale onderdrukking bij de naam wordt genoemd.
De meeste repatriëringen, zowel van objecten als menselijke resten, worden vooraf gegaan door een officiële ceremonie in aanwezigheid van de betrokken herkomstgemeenschappen of nabestaanden enerzijds en staatslieden, ambassadeurs en/of museumdirecteurs anderzijds. Zij ondertekenen samen een officieel overdrachtsdocument, waarna de objecten of voorouders worden overhandigd. Deze ceremonies vinden meestal plaats in het repatriërende land. Daarna worden de objecten of voorouders naar het herkomstland gebracht. Soms eerst tijdelijk naar een centrale plek (met name bij voorouders waarvan de exacte plaats van herkomst niet bekend is), in de meeste gevallen rechtstreeks naar de nabestaanden of herkomstgemeenschap. Op de plek van herkomst vindt meestal ook nog een ceremonie plaats. Voorouders worden daarna herbegraven.

## Uitgevoerde repatriëringen Nederland

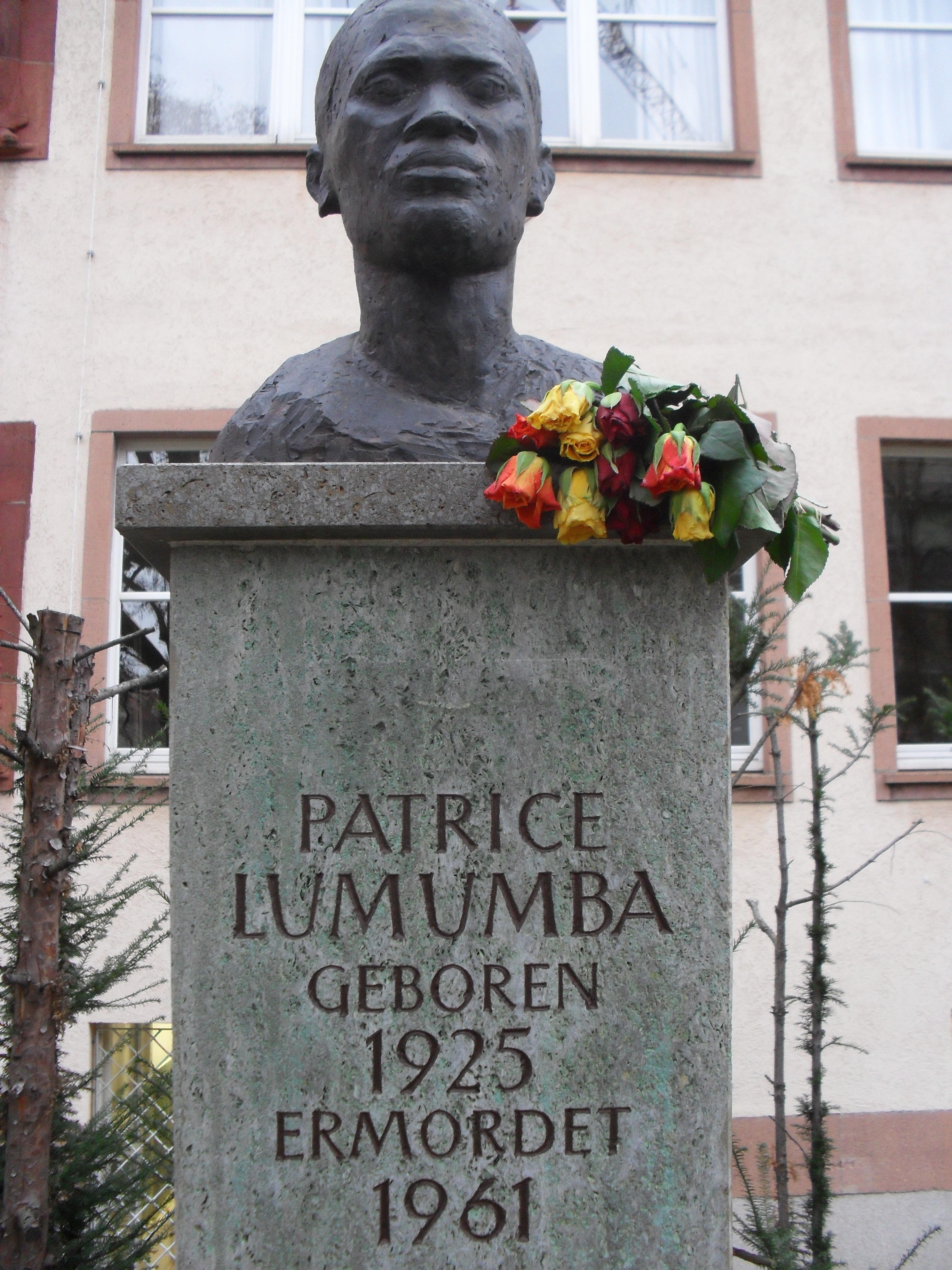
Standbeeld voor Lumumba in Leipzig

Nederland heeft in de afgelopen jaren voorouderlijke resten teruggegeven aan Australië en Nieuw-Zeeland. In 2005 en in 2019 gaven het Museum Volkenkunde in Leiden en het Museum Vrolik van het Academisch Medisch Centrum in Amsterdam elk een getatoeëerd Maori-hoofd terug. Het Anatomisch Museum Leiden repatrieerde in 2009 de menselijke resten van vijf individuen uit Australië.

## Uitgevoerde repatriëringen België
België heeft slechts één keer aan het koloniale verleden gerelateerde menselijke resten teruggegeven. Op 20 juni 2022 werd de (vermoedelijke) tand van de voormalige Congolese minster-president Patrice Lumumba overgedragen aan familieleden. Lumumba werd in 1961 vermoord door lokale soldaten in aanwezigheid van Belgische officieren.